# 長い髪の少女
「長い髪の少女」（ながいかみのしょうじょ）は、1968年4月1日に発売されたザ・ゴールデン・カップスの3枚目のシングル。

## 解説
- 作詞・作曲は前作「銀色のグラス」と同じく、橋本淳が作詞を、鈴木邦彦が作曲をそれぞれ手掛けている。売れ筋を意識し、前作より哀愁と歌謡度を強めた作品となり、チャート14位のヒットとなった。ソロ・ボーカルはマモル・マヌー。

## 収録曲
1. 長い髪の少女 [02:43]
作詞：橋本淳／作曲・編曲：鈴木邦彦
2. ジス・バッド・ガール [02:18]
作詞：ケネス伊東／作曲：ルイズルイス加部／編曲：鈴木邦彦

## カバー
- 奥村チヨ - 1968年のアルバム『チヨとあなたの夜』に収録。
- カルメン・マキ - 1970年のアルバム『Goodbye My Memories』に収録
- ゆうき剛 - ソロ転向後のマモル・マヌーがゆうき剛名義で1973年にシングルとしてリリース。
- ダウン・タウン・ブギウギ・バンド - 1976年のアルバム『GS』に収録。
- メイジャー・チューニング・バンド - 1977年のメドレー曲「ソウル・これっきりですよ!!」（同名シングルに収録）の1曲として歌唱。
- ザ・マイクハナサーズ - 1989年のメドレー曲「ブルー・シャトウを君だけに」（シングル『二人でカンパイ!』に収録）の1曲として歌唱。
- Mi-Ke - 1991年のアルバム『想い出のG.S.九十九里浜』に収録。元ザ・ゴールデン・カップスのデイヴ平尾がゲストボーカルとして参加[1]。
- 庄野真代 with 浜田山〜ず - 2001年のアルバム『Time Traveller vol.1〜時代の夜汽車〜』に収録。
- 星奈々 - 2002年のシングル「Never Forget～最愛～/長い髪の少女」。
- 天童よしみ - 2007年のアルバム『天童よしみ・よしみコレクション　～歌心名曲選～ＩＩ』に収録。
- 髙橋真梨子 - 2008年のカバー・アルバム集『紗 BOX』に収録。
- 清水誠 - 2008年の近田春夫&ハルヲフォンのアルバム『リメンバー・グループ・サウンズ』に収録。
- 吉幾三 - 2019年のアルバム『あの頃の青春を詩う vol.4 グループサウンズ編』に収録。